# Upsherin
Upsherin (do ídiche cortar fora) é o costume de vários grupos de  judeus tradicionais que esperam um menino completar três anos de idade antes de fazer seu primeiro corte de cabelo. O terceiro aniversário é uma etapa importante na vida de um menino judeu, é quando ele é iniciado oficialmente em sua educação de Torá, e pode começar a usar o kipá e tzitzit (franjas).
Quando um menino judeu completa três anos de idade ele chega a um tempo chave de transição. Cortar o cabelo nesta idade provoca forte impressão emocional na criança. Logo ele saberá que está avançando rumo a um novo estágio de maturidade e isso o ajuda a corresponder ao seu novo papel.
Este costume pode ter suas origens na Torá onde a vida humana é geralmente comparada ao crescimento de uma árvore. Como consta no Levítico 19:23, não é permitido comer um fruto que cresce nos três anos seguintes a uma árvore ter sido plantada. Alguns judeus aplicam este princípio com relação ao corte do cabelo da criança. Assim até 3 anos os cabelos não são cortados, pois com base nesta analogia com a árvore, se espera que a criança, cresça, floresça e eventualmente gere frutos, o que significa que ela crescerá em conhecimento e boas ações (mitzvá) e algum dia terá uma família com novas crianças.